# 唐永健 (中共)
唐永健（1911年—1995年10月），曾用名唐凤都，中国人民解放军开国大校。
1936年毕业于清华大学西洋文学系。抗战时期在晋察冀边区担任聂荣臻秘书直至五十年代。
开国大典前，政协一届会议有些代表对礼炮28响有质疑，毛泽东让时任军委办公厅副主任的唐永健起草了一个关于礼炮28响的说明。
1955年9月被授予大校军衔。1995年10月逝世。
女儿唐婉文